# Подгорный, Сергей Николаевич
Сергей Николаевич Подгорный (25 апреля 1949 — 15 февраля 1995) — советский и украинский писатель-фантаст, член Союза писателей СССР (1987). Большинство произведений написал на русском языке.

## Биография
Сергей Подгорный родился в Пятигорске. За время своей юности он часто менял как место проживания, так и профессию. Он в течение коротких промежутков времени жил на побережье Чёрного моря, на Дальнем Востоке, Северном Кавказе, в центральной России и Виннице. За это время Подгорный сменил много профессий, работал строителем, станочником, грузчиком, рабочим топографической партии, работал в местных газетах. В 1984 году вместе с семьёй Сергей Подгорный переехал в Черкассы. В 1986 году он заочно окончил Литературный институт имени Горького, а в 1987 году стал членом Союза писателей СССР. Писатель умер 15 февраля 1995 года. По одним данным, его убили в собственной квартире; по другим — он умер от сердечного приступа.

## Литературное творчество
Сергей Подгорный начал литературное творчество в 1982 году с публикации реалистической повести «Скоро восемнадцать». Первым сборником писателя стал сборник реалистических произведений о молодёжи «Раскопки скифского городища», который был награждён дипломом и премией издательства «Молодая гвардия» как лучшая книга молодого писателя 1984 года. Однако уже в 1983 году Сергей Подгорный начал писать фантастические произведения, которые и стали основной частью его творчества. Первым среди них стал рассказ «Открытие цивилизации», опубликованный одновременно на русском и украинском языках в 1983 году. Большинство фантастических произведений писателя вошли в три его сборника: «Тихие истории» (1986), «Взгляд с нехоженой дорожки» и «Мозаика» (оба — 1990). Большинство произведений автора относятся к классической научной фантастике и посвящены как контактам с инопланетными цивилизациями, так и неожиданным научным открытиям и загадочным явлениям; также отмечаются как запутанным сюжетом, так и неожиданным окончанием произведения.

## Работы
Сборники
- 1984 — Раскопки скифского городища
- 1986 — Тихие истории
- 1990 — Взгляд с нехоженой тропы
- 1990 — Мозаика

Повести
- 1982 — Скоро восемнадцать
- 1984 — Раскопки скифского городища
- 1986 — Тихие истории
- 1986 — Хроника одной поездки
- 1990 — Вторая возможность

Рассказы
- 1983 — Відкриття цивілізації
- 1986 — Чужой мир
- 1986 — Неиспользованные возможности
- 1990 — Свидание
- 1990 — Мексиканский гриб
- 1990 — «Если к нам прилетят со звезд…»
- 1990 — Предварительный контакт
- 1990 — Дом со статуями
- 1990 — Выход
- 1990 — Оптимальное решение
- 1990 — Расследование
- 1990 — Йетти
- 1990 — Темные фигуры
- 1990 — Затянувшиеся поиски
- 1990 — Несбывшиеся надежды
- 1990 — Жизнь и проза
- 1990 — Жаркое лето
- 1990 — Кукла
- 1990 — Окончательное решение
- 1990 — «Скучища…»
- 1990 — Стрижи
- 1990 — Летним утром
- 1990 — Чао!..
- 1990 — Толик и жизнь
- 1990 — Ливень
- 1990 — Пашка Сомов
- 1990 — Самый короткий путь к Эдему